# Mr. Fix It (película)
Mr. Fix It es una película de 2006 protagonizada por David Boreanaz. Estuvo dirigida por Darin Ferriola. 

## Sinopsis
Lance Valenteen trabaja como "Mr. Fix It", un hombre que es contratado por hombres para que vuelvan con sus exnovias. Lance sale con la exnovia de un hombre y se hace la peor cita de todas, enviando a los brazos de su exnovio. Cuando Lance es contratado por Bill Smith para recuperar a Sophia Fiori, Lance se termina enamorando.

## Elenco
- David Boreanaz - Lance Valenteen (Mr Fix It)
- Alana de la Garza - Sophia Fiori
- Scoot McNairy - Dan
- Pat Healy - Bill Smith
- Paul Sorvino - Wally
- Terrence Evans - Charlie
- Lee Weaver - Ralph
- Rodney Rowland - Tip
- Herschel Bleefeld - Shiffy
- Patrica Place - Mrs. Cliverhorn
- Gemini Barnett - Walter
- Dallas McKinney - Bobby